# Liste der Chief Minister von Punjab (Indien)
Die folgende Tabelle listet die Chief Minister von Punjab mit Amtszeit und Parteizugehörigkeit auf. Bis zur Abspaltung Haryanas am 1. November 1966 umfasste Punjab auch jenes Gebiet.
| #  | Name                   | Amtsantritt        | Ende der Amtszeit  | Partei                     |
| 1  | Gopichand Bhargava     | 15. August 1947    | 12. April 1949     | Indischer Nationalkongress |
| 2  | Bhimsen Sachar         | 13. April 1949     | 17. Oktober 1949   | Indischer Nationalkongress |
| 3  | Gopichand Bhargava     | 18. Oktober 1949   | 19. Juni 1951      | Indischer Nationalkongress |
|    | (President’s rule)     | 20. Juni 1951      | 16. April 1952     |                            |
| 4  | Bhimsen Sachar         | 17. April 1952     | 22. Januar 1956    | Indischer Nationalkongress |
| 5  | Pratap Singh Kairon    | 23. Januar 1956    | 20. Juni 1964      | Indischer Nationalkongress |
| 6  | Ram Kishan             | 21. Juni 1964      | 4. Juli 1966       | Indischer Nationalkongress |
|    | (President’s rule)     | 5. Juli 1966       | 31. Oktober 1966   |                            |
| 7  | Gurmukh Singh Musafir  | 1. November 1966   | 7. März 1967       | Indischer Nationalkongress |
| 8  | Gurinam Singh          | 8. März 1967       | 24. November 1967  | Shiromani Akali Dal        |
| 9  | Lachhman Singh Gill    | 25. November 1967  | 22. August 1968    | Shiromani Akali Dal        |
|    | (President’s rule)     | 23. August 1968    | 16. Februar 1969   |                            |
| 10 | Gurinam Singh          | 17. Februar 1969   | 26. März 1970      |                            |
| 11 | Parkash Singh Badal    | 27. März 1970      | 13. Juni 1971      | Shiromani Akali Dal        |
|    | (President’s rule)     | 14. Juni 1971      | 16. März 1972      |                            |
| 12 | Giani Zail Singh       | 17. März 1972      | 29. April 1977     | Indischer Nationalkongress |
|    | (President’s rule)     | 30. April 1977     | 19. Juni 1977      |                            |
| 13 | Parkash Singh Badal    | 20. Juni 1977      | 16. Februar 1980   | Shiromani Akali Dal        |
|    | (President’s rule)     | 17. Februar 1980   | 6. Juni 1980       |                            |
| 14 | Darbara Singh          | 7. Juni 1980       | 5. Oktober 1983    |                            |
|    | (President’s rule)     | 6. Oktober 1983    | 28. September 1985 |                            |
| 15 | Surjit Singh Barnala   | 29. September 1985 | 10. Mai 1987       | Shiromani Akali Dal        |
|    | (President’s rule)     | 11. Mai 1987       | 24. Februar 1992   |                            |
| 16 | Beant Singh            | 25. Februar 1992   | 30. August 1995    | Indischer Nationalkongress |
| 17 | Harcharan Singh Brar   | 31. August 1995    | 20. November 1996  |                            |
| 18 | Rajinder Kaur Bhattal  | 21. November 1996  | 11. Februar 1997   | Indischer Nationalkongress |
| 19 | Parkash Singh Badal    | 12. Februar 1997   | 26. Februar 2002   | Shiromani Akali Dal        |
| 20 | Amarinder Singh        | 27. Februar 2002   | 1. März 2007       | Indischer Nationalkongress |
| 21 | Parkash Singh Badal    | 2. März 2007       | 15. März 2017      | Shiromani Akali Dal        |
| 22 | Amarinder Singh        | 16. März 2017      | 19. September 2021 | Indischer Nationalkongress |
| 23 | Charanjit Singh Channi | 20. September 2021 | 13. März 2022      | Indischer Nationalkongress |
| 24 | Bhagwant Mann          | 16. März 2022      | im Amt             | Aam Aadmi Party            |